# Zanzan
Distriktet Zanzan   (fransk: District du Zanzan) er et af fjorten administrative distrikter i Elfenbenskysten.  Distriktet ligger i den nordøstlige  del af landet og hovedstaden er byen Bondoukou.

## Oprettelse
Distriktet Zanzan blev oprettet i 2011 i en administrativ reorganisering af inddelingen i Elfenbenskysten. Distriktets område blev til ved en sammenlægning af den tidligere region Zanzan. Navnet er enafledning af et Zanzan-dynasty som regerede i Gyaman.

## Administrativ inddeling
Zanzan-distriktet er inddelt i to regioner og nedenstående departementer:
- Bounkani region (regionssæde i Bouna)
  - Bouna departement
  - Nassian departement
  - Doropo departement
  - Tehini departement
- Gontougo region (regionssæde også i Bondoukou)
  - Bondoukou departement
  - Koun-Fao departement
  - Tanda departement
  - Sandégué departement
  - Transua departement

## Befolkning
Ifølge folketællingen for 2021 havde Woroba en befolkning på  1..344.865 mennesker

## References
1. 1 2  Citypopulation.de Population of the districts of Ivory Coast
2. ↑  Décret n° 2011-263 du 28 septembre 2011 portant organisation du territoire national en Districts et en Régions.
3. ↑  "Districts of Côte d'Ivoire (Ivory Coast)". Statoids.com. Hentet 24. juni 2015.

8°37′N 3°9′V / 8.617°N 3.150°V